# Curtorama
Curtorama is een geslacht uit de familie van de zakjesdragers (Psychidae). De wetenschappelijke naam Curtorama werd voor het eerst in 1964 gepubliceerd door Donald R. Davis. Hij benoemde als eerste soort Curtorama cassiae, een nieuwe combinatie voor Psyche cassiae  Weyenbergh, 1884. De soort komt voor in delen van Argentinië en Uruguay.
Curtorama cassiae is de enige soort in dit geslacht.